# 埃莱娜·迪利多
埃莱娜·迪利多（義大利語：Elena Di Liddo，1993年9月8日—）生于比谢列，是一名意大利女子游泳运动员，主攻蝶泳，曾就读于福贾大学运动科学专业。她原本练习舞蹈，10岁时在哥哥的鼓励下转为练习游泳。后来，她的哥哥在2010年因病去世，她手腕上的纹身正是为纪念他而纹上的。